# Лесли, Александр Александрович
 Алекса́ндр Алекса́ндрович Ле́сли  (1845 — 17 марта 1900) — генерал-лейтенант.

## Биография
Родился 16 (28) апреля 1845 года. Происходил из дворян Смоленской губернии, сын Смоленского уездного предводителя дворянства Александра Александровича Лесли и Надежды Васильевны Лесли (урожд.Мясоедовой), внук инициатора первого в ходе Отечественной войны 1812 года отряда ополчения Александра Дмитриевича Лесли. Воспитывался сначала в московском частном пансионе Циммермана, а затем в Школе гвардейских подпрапорщиков, где был старшим вахмистром. Окончил курс первым учеником, был записан на мраморную доску и 2 июня 1863 года выпущен в Кавалергардский полк корнетом. В 1865 году произведён в поручики, а в 1866 году — в штабс-ротмистры и назначен заведующим учебной командой.
В 1867 году произведён в ротмистры и 17 июня 1869 года назначен командиром лейб-эскадрона; 16 апреля 1872 года произведён в полковники; 6 сентября того же года назначен командиром резервного эскадрона, а 5 сентября — временным членом Санкт-Петербургского военно-окружного суда (3 октября сдал эскадрон). 29 января 1876 года назначен заведующим хозяйством[уточнить].
3 февраля 1878 года назначен командиром 9-го Киевского гусарского полка. Участвовал в экспедиции Радзишевского от Хаскиоя к Габрову. 23 марта 1884 года произведён в генерал-майоры, с назначением командиром 1-й бригады 11-й кавалерийской дивизии. 18 марта 1896 года назначен командующим 9-й кавалерийской дивизии, а 14 мая произведён в генерал-лейтенанты и утверждён начальником этой дивизии.
Умер в Ницце от болезни сердца, похоронен там же на православном кладбище.

## Семья
Согласно справочнику «Весь Петербург 1913 года» его вдова Елизавета Фёдоровна (урожд. Ермолова; 1847—?) и дочери Елизавета (1877—1921, умерла от голода в Петрограде), Александра (1885—1935?) (обе — фрейлины) проживали по адресу: улица Фурштадская, д. 20. Младшая дочь – Варвара (1887—1972, Калифорния) – вышла замуж за американского дипломата Альфреда Клиффорда.

## Адреса
В Санкт-Петербурге на 18-й линии Васильевского острова, 37 находится «дом генеральши Лесли» — доходный дом, построенный в 1899 году, принадлежавший семье Лесли.